# 第44屆柏林影展
第44屆柏林影展（德語：44. Internationalen Filmfestspiele Berlin）於1994年2月10日至2月21日在德國柏林舉辦。評審團主席由英國電影監製傑瑞米·湯瑪斯擔任；金熊獎由愛爾蘭導演吉姆·謝里丹執導的《以父之名》獲得。

## 評審團

### 正式競賽[3]
- 傑瑞米·湯瑪斯（英语：Jeremy Thomas）：電影監製。（評審團主席）
- 欽吉斯·艾特瑪托夫：作家。
- 徐楓：演員、監製。
- 瑪麗婭·路易莎·賓格（西班牙语：María Luisa Bemberg）：導演、編劇。
- 摩根·費里曼：演員。
- 法蘭西斯·希羅德（法语：Francis Girod）：演員、導演、監製。
- 柯琳娜·哈佛克（德语：Corinna Harfouch）：演員。
- 卡羅·李查尼（義大利語：Carlo Lizzani）：導演、編劇。
- 沃爾夫拉姆·舒特（德语：Wolfram Schütte）：作家、影評。
- 蘇珊·塞德爾曼（英语：Susan Seidelman）：導演、編劇、監製。
- 柴田駿（日语：柴田駿）：監製。

## 官方單元

### 正式競賽
以下電影被選定為競賽片，可角逐金熊獎和銀熊獎：
| 片名               | 原文片名                  | 導演                                      | 出品國                 |
| ------------------ | ------------------------- | ----------------------------------------- | ---------------------- |
| 《回到起點》       | Alles auf Anfang          | 萊因哈德·明斯特                           | 德国                   |
| 《藍色》           | Der Blaue                 | 林哈德·沃爾岑                             | 德国                   |
| 《羽翼庇護所》     | চরাচর                      | 布達哈布·達斯古塔                         | 印度                   |
| 《親愛的朋友》     | Cari fottutissimi amici   | 馬里奧·莫尼切利                           | 義大利                 |
| 《放逐》           | Exile                     | 保羅·考克斯                               |                        |
| 《劫後生死戀》     | Fearless                  | 彼得·威爾                                 | 美国                   |
| 《胎兒》           | A magzat                  | 瑪塔·梅薩羅什                             | 匈牙利、 波蘭          |
| 《以父之名》       | In the Name of the Father | 吉姆·謝里丹                               | 爱尔兰、 英国          |
| 《折翼母親》       | Ladybird, Ladybird        | 肯·洛區                                   | 英国                   |
| 《法官的孩子》     | Il giudice ragazzino      | 亞歷山德羅·迪·羅比蘭                      | 義大利                 |
| 《在隧道的另一邊》 | Al otro lado del túnel    | 海梅·德·阿米尼昂                          | 西班牙                 |
| 《華嚴經》         |                           | 張善宇                                    |                        |
| 《費城》           | Philadelphia              | 強納森·德米                               | 美国                   |
| 《吸菸/不吸菸》    | Smoking/No Smoking        | 亞倫·雷奈                                 | 法國                   |
| 《我行我素》       | Pas très catholique       | 托妮·馬歇爾                               | 法國                   |
| 《火狐》           | 《火狐》                  | 吳子牛                                    | 英屬香港、 中国        |
| 《三色冰淇淋》     | Fresa y chocolate         | 湯瑪斯·古提耶瑞茲·阿利亞 璜·卡洛斯·塔比歐 | 古巴、 墨西哥、 西班牙 |
| 《白色情迷》       | Trois couleurs: Blanc     | 克里斯多夫·奇士勞斯基                     | 法國、 波蘭、 瑞士     |
| 《河的第三條岸》   | A Terceira Margem do Rio  | 尼爾森·佩雷拉·多斯桑托斯                  | 巴西                   |
| 《對面的人家》     | Los de enfrente           | 赫蘇斯·加雷                               | 法國、 西班牙          |
| 《狗年》           | Год собаки                | 謝米揚·阿拉諾維奇                         | 俄羅斯                 |

## 獎項
以下為得獎名單：

### 正式競賽
- 金熊獎：《以父之名》－ 吉姆·謝里丹
- 評審團特別獎銀熊獎：《三色冰淇淋（西班牙语：Fresa y chocolate）》－ 湯瑪斯·古提耶瑞茲·阿利亞（西班牙语：Tomás Gutiérrez Alea）、璜·卡洛斯·塔比歐（西班牙语：Juan Carlos Tabío）
- 最佳導演銀熊獎：克里斯多夫·奇士勞斯基 －《白色情迷》
- 最佳女演員銀熊獎：克麗西·羅克 －《折翼母親（英语：Ladybird, Ladybird (film)）》
- 最佳男演員銀熊獎：湯姆·漢克斯 －《費城》
- 傑出個人成就銀熊獎：《吸菸/不吸菸》－ 亞倫·雷奈
- 最佳特別藝術成就銀熊獎：《狗年（俄语：Год собаки (фильм, 1994)）》－ 謝米揚·阿拉諾維奇（俄语：Аранович, Семён Давидович）
- 亞佛雷德鮑爾獎：《華嚴經（朝鲜语：화엄경 (영화)）》－ 張善宇（朝鲜语：장선우）
- 榮譽提及：
  - 《火狐（英语：Sparkling Fox）》－ 吳子牛
  - 《親愛的朋友（義大利語：Cari fottutissimi amici）》－ 馬里奧·莫尼切利
  - 《劫後生死戀》－ 彼得·威爾

藍天使獎
- 藍天使獎：《法官的孩子（義大利語：Il giudice ragazzino）》－ 亞歷山德羅·迪·羅比蘭（義大利語：Alessandro Di Robilant）

特別獎
- 榮譽金熊獎：蘇菲亞·羅蘭

### 其他獎項
費比西獎
- 正式競賽：《折翼母親（英语：Ladybird, Ladybird (film)）》－ 肯·洛區
- 論壇：《蒂格雷羅：一部從未完成的電影（芬蘭語：Tigrero – elokuva joka ei valmistunut）》－ 米卡·考里斯迈基

天主教人道精神獎
- 天主教人道精神獎（英语：Prize of the Ecumenical Jury）：《折翼母親（英语：Ladybird, Ladybird (film)）》－ 肯·洛區

## 外部連結
- 官方网站